# Wojciech Penczek
Wojciech Penczek – polski inżynier, profesor nauk technicznych. Specjalizuje się w zagadnieniach z zakresu informatyki, w tym informatyki teoretycznej, logiki temporalnej i epistemicznej, metod i technik programowania, systemów rozproszonych oraz weryfikacji systemów współbieżnych.

## Życiorys
Absolwent studiów informatycznych na Politechnice Warszawskiej (rocznik 1984). Doktoryzował się w IPI PAN w 1989 roku. Habilitację uzyskał w 1996 roku w tym samym Instytucie na podstawie pracy zatytułowanej Rozdziały: 2, 3, 5, 6 i 8 pracy Traces and logic. Tytuł profesora nauk technicznych nadano mu w 2007 roku.
Wykładowca i profesor zwyczajny w Instytucie Podstaw Informatyki PAN oraz Instytucie Informatyki na Wydziale Nauk Ścisłych i Przyrodniczych Uniwersytetu Przyrodniczo-Humanistycznego w Siedlcach.
Dyrektor IPI PAN. Członek Komitetu Informatyki Polskiej Akademii Nauk oraz korespondent Wydziału Nauk Technicznych tej instytucji od 2019 roku.
Był nauczycielem akademickim w Prywatnej Wyższej Szkole Nauk Społecznych, Komputerowych i Medycznych w Warszawie.

## Wybrane prace naukowe
Autor lub współautor następujących publikacji naukowych:
- Verifying Multi-agent Systems via Unbounded Model Checking
- Bounded Model Checking for Deontic Interpreted Systems
- Fully Symbolic Unbounded Model Checking for Alternating-time Temporal Logic1
- Verifying security protocols with timestamps via translation to timed automata
- Applying timed automata to model checking of security protocols